# Александар Глишић
Александар Глишић (Чачак, 1873 — Сртевица, код Куманова, 23. октобар 1912) био је потпуковник српске војске.

## Биографија
У Београду је завршио нижу и вишу школу Војне академије. Учествовао је у Мајском преврату. Био је ожењен сестричином Драгутина Димитријевића Аписа. У првом балканском рату, у кумановској бици, командовао 7. пуком Краља Петра Дунавске дивизије I. Првог дана борбе 23. октобра 1912. године самоиницијативно је повео пук у битку, и у жестоким борбама разбио надмоћније турске снаге и повратио Сртевицу на којој је и погинуо. Тим је чином допринео да дивизија врати изгубљене положаје, задржи надмоћније турске снаге, стабилизује лево крило своје одбране и утиче на позитиван успех кумановске битке.
Сахрањен је у порти кумановске православне цркве Св. Тројице. На његовом гробу касније је подигнут споменик кога су Бугари срушили 1915, а потом обновљеног дефинитивно разорили за време окупације 1941-1944. Глишић је ушао и у народне песме као највећи јунак Кумановске битке.
Његов рођени брат Душан Глишић, иако болестан од делимичне парализе ногу учествовао као командант у свим ратовима. 1914-1915. био је командант подофицирске школе и Ђачког батаљона у Скопљу из кога су потекли „1300 каплара“. Приликом повлачења, болест му се погоршала па су га војници морали носити. Да њима не би био терет и да не би био заробљен извршио самоубиство новембра 1915. у Урошевцу. Трећи од браће Глишића, Милутин Глишић, погинуо је на Дрини 1915. У њихову част, улица у Чачку у којој се налазила њихова кућа, носи назив Браће Глишића.